# 贾乃亮
賈乃亮（1984年4月12日—），中国男演员，籍貫山东聊城，出生於黑龙江省哈尔滨市松北区。

## 生平
毕业于北京电影学院表演学院2001级本科班。学校期间，主演了《大唐歌飞》，一举成名。2005年，因主演电视剧《超级女声》而受矚目。2014年，和女儿“甜馨”一起参加由浙江卫视亲子真人秀节目《爸爸回来了》。

## 感情生活
賈乃亮和李小璐2010年合拍《當婆婆遇上媽》時相戀。2012年3月31日，贾乃亮向李小璐求婚成功。6月28日，贾乃亮与李小璐在相识1,314天的时候，在北京领取结婚证。7月6日，在北京举行婚礼，婚禮中，賈乃亮下跪並親吻了李小璐的腳。10月23日，李小璐在北京诞下女儿“甜馨”。2018年11月28日，贾乃亮发文称“一个人过的很好”。 2019年11月14日，贾乃亮工作室发声明称与李小璐离婚。

## 影视作品

### 电视剧
- 2002年：《北京假日》 饰 牧牧
- 2003年：《大唐歌飞》 饰 尹梦荷
- 2003年：《皆大欢喜》（贺岁剧）
- 2004年：《杨门虎将》 饰 杨延昭(杨六郎)
- 2004年：《满天星》 饰 王重光
- 2005年：《灿烂人生》 饰 梁峰
- 2005年：《美丽分贝》 饰 郑裕泰（和何洁联袂主演）
- 2005年：《超級女聲》 饰 鄭裕泰
- 2005年：《孽火》 饰 周水龙
- 2006年：《女人不哭》 饰 章子华
- 2006年：《风尘三侠之红拂女》 饰 杨玄感
- 2006年：《屋顶上的绿宝石》 饰 唐世杰
- 2007年：《生死桥》 饰 唐怀玉
- 2007年：《武十郎》 饰 林池
- 2007年：《人生百事》饰：赵永利
- 2007年：《以爱情的名义》饰：周立森
- 2007年：《雪在烧》饰：闻杰
- 2008年：《燃烧的玫瑰》饰：罗峥
- 2009年：《你是我的生命》饰：桑岩
- 2009年：《春桃的战争》饰：大虎、二虎两个角色
- 2010年：《我要一个家》饰：方一山
- 2010年：《新拿什么拯救你，我的爱人》饰：韩丁
- 2011年：《当婆婆遇上妈》饰：陈大可
- 2011年：《家产》饰：霍耀庭
- 2012年：《離婚前規則》饰：王明軒
- 2012年：《便衣支队》饰：麦小龙
- 2012年：《女人帮·妞儿》饰：高富帅 (特別出演)
- 2013年：《小两口》饰：刘栋
- 2013年：《最美的时光》饰：宋翊
- 2014年：《家有喜妇》饰：满意
- 2014年：《产科男医生》饰：左右
- 2014年：《千金保姆》饰：江敏良
- 2015年：《偏偏喜欢你》饰： 项昊
- 2015年：《冰與火的青春》饰：江焱
- 2015年：《抗倭英雄戚继光》饰： 唐献之(客串)
- 2016年：《煮妇神探》饰：毛儒毅
- 2016年：《奇妙的时光之旅》饰：彭振东
- 2017年：《复合大师》饰：李断
- 2017年：《何所冬暖，何所夏凉》饰：席郗辰
- 2018年：《誓言》饰：言少白
- 2019年：《推手》饰：柳青阳
- 2019年：《九千米爱情》(網絡劇)饰：楚飞(特別出演)
- 2019年：《空降利刃》饰：张启
- 2020年：《在一起》饰：丁几何
- 2021年：《爱在星空下》(2017年拍攝)饰：苏星
- 2022年：《相逢时节》饰：田景野
- 2022年：《追爱家族》饰：齐天佐
- 2022年：《东八区的先生们》饰：高賀(客串)
- 2024年：《创想季》(2019年拍攝)饰：于芃钺

### 电影
- 2006年《第601个电话》友情客串
- 2013年《爱拼北京》
- 2017年《东北往事之破马张飞》 饰 成立兵
- 2018年《祖宗十九代》饰 王小二
- 2019年《特警隊》饰 廖星亮
- 2021年《跨越时空去爱你》(網絡电影)

### 綜藝節目
- 2014-15年 爸爸回来了 第一季.第二季 (與女兒 贾云馨/甜馨)
- 2015年 全员加速中担任加速队员
- 2016年 来吧冠军 擔任明星隊隊長
- 2017年 时光爱人（与李小璐以夫妻档形式出现）
- 2017年 花路土路（参与制作，与李小璐共同主持）
- 2017年 來吧冠軍2  擔任終結者隊隊長
- 2019年 極限挑戰（第四期起以新成員加入節目）

### 音樂
- 2014年 家有喜妇片尾曲 《其实很简单》
- 2015年 《對不起》
- 2015年 冰與火的青春主題曲  《炙热的青春》
- 2016年 煮婦神探片頭曲 《多面嬌娃》 李小璐、賈乃亮 合唱
- 2016年 煮婦神探片尾曲 《討喜》
- 2016年 来吧！冠军節目主題曲 贾乃亮、Ella（陳嘉樺）合唱
- 2016年 看你往哪跑節目主題曲 贾乃亮、徐海乔、张继科、孙杨 合唱
- 2016年 东北往事之破马张飞主题曲 《全世界都在说东北话》 贾乃亮、宋小宝、于洋 合唱
- 2017年 東北往事之破馬張飛合家欢版主题曲 《东北味儿》 賈乃亮、李小璐 合唱

### 書籍
- 2015年 贾乃亮：时光如云用馨爱  200张高清生活私照，看“国民闺女”小甜馨和“神经乃爸”贾乃亮的72变！出版时间:2015年11月  出版社:东方出版社

## 荣誉
- 《上海力土之星最佳未来希望奖》
- 狐手机形象大使总决赛最受媒体关注奖/手机人气奖
- 搜狐手机时尚形象大使
- 中国江西省永新县荣誉市民/形象大使
- 2012年华鼎奖 凭《当婆婆遇上妈》获中国都市题材电视剧最佳男演员
- 2012年国剧盛典获2012年度媒体特别推荐男演员
- 2016年10月20日，贾乃亮获得2016网易时尚跨界盛典年度最具实力跨界明星大奖
- 2017爱奇艺尖叫之夜年度突破电视剧演员

## 争议

### 插刀教事件
2012年2月，女演员边潇潇谴责印小天在拍戏现场动手打人，杨子亦别有用心的随声附和支持边潇潇，随后，杜淳、李晨、贾乃亮、杨子等人纷纷指责印小天，让他道歉。然而监控视频证明印小天没有打人。李晨等人之后依然指责印小天。印小天的海澜之家代言亦被杜淳夺走。

### 李小璐夜宿门事件
2017年12月31日，李小璐傳出與饒舌歌手PG ONE婚外情事件，贾乃亮在当晚直播中称李小璐做头发去了。事件被稱為「夜宿門事件」。2018年1月6日，贾乃亮发布微博，希望公众不要再打扰他的家庭。

## 外部連結
- 贾乃亮的新浪微博
- 贾乃亮在香港影庫上的簡介
- 贾乃亮在豆瓣上的资料（简体中文）
- 贾乃亮在时光网上的簡介（简体中文）